# Marie af Luxemburg, grevinde af Vendôme
Marie af Luxemburg (fransk: Marie de Luxembourg) (1472 – 1. april 1547), var datterdatter af hertug Ludvig af Savoyen, der tilhørte det senere italienske kongehus.
I 1487 giftede Marie sig med grev Frans af Bourbon-Vendôme.
Parret fik seks børn. Sønnen Karl af Vendôme (1489-1537) blev hertug af Vendôme. Han blev også oldefar til kong Henrik 4. af Frankrig (1553-1610). Datteren Antoinette de Bourbon (1493-1583) blev gift med Claude af Guise. Deres oldedatter Marie Stuart (1542-1587) blev dronning af Skotland.